# Minas Tênis Clube (volleyboll)
Minas Tênis Clubes volleybollsektion har varit en av klubbens aktiviteter ändå sedan starten 1935. Damlaget spelar i Superliga Brasileira de Voleibol, den högsta serien i det brasilianska seriesystemet. Klubben tillhör de mest framgångsrika i Brasilien. De har vunnit superligan i dess nuvarande form tre gånger, sydamerikanska cupen fem gånger och kommit tvåa i världsmästerskapet i volleyboll för klubblag två gånger.
Klubben har av sponsorsskäl använt flera olika namn:
- MRV/Minas (1990-talet - 2010/2011)
- Usiminas/Minas (2011/2012-2012/2013)
- Decisão Engenharia/Minas (2014)
- Camponesa/Minas (2014/2015-?)
- Itambé/Minas (?-)